# Antonín Vranický
Antonín Vranický (ook: Anton Wrani(t)zky) (Nová Říše, Moravië, 13 juni 1761 – Wenen, 6 augustus 1820) was een Tsjechisch componist, muziekpedagoog, dirigent en violist. Hij was de broer van Pavel Vranický. Hij was van 1797 tot 1807 de kapelmeester van de hofkapel van vorst Franz Joseph Maximilian von Lobkowitz.

## Levensloop
Vranický studeerde filosofie aan de Universiteit van Olomouc en van 1778 tot 1782 rechten en muziek in Brno. Verder kreeg vioolles van zijn oudere broer Pavel. Later, in Wenen, was hij een leerling van Wolfgang Amadeus Mozart, Joseph Haydn en Johann Albrechtsberger en voltooide zijn bekwaamheid als violist.
Nadat hij een succesvol kapelmeester bij vorst Lobkowitz was, werd hij directeur van het Keizerlijke hof orkest in 1807. In 1814 werd hij dirigent van het Theater an der Wien.
Hij componeerde 14 symfonieën, 14 concerten voor viool en orkest, concerten voor andere instrumenten en orkest, dansen en marsen.

## Composities (uittreksel)

### Werken voor orkest

#### Symfonieën
- Symfonie "Afrodité"
- Symfonie in c klein
- Symfonie in D
- Symfonie in C-groot

#### Concerten met instrumenten en orkest
- Concerto (no. 7) in C-groot, voor viool en orkest, op. 11
- Concerto in A, voor viool en orkest
- Concerto in Bes, voor viool en orkest
- Concerto in Bes, voor viool en orkest
- Concerto in d-klein, voor cello en orkest
- Concerto in C groot, voor twee altviolen en orkest
- Dvojkoncert - Concerto in Bes, voor viool, cello en orkest
- Romance, voor viool en orkest

#### Andere orkestwerken
- Musique du carrousel éxécuté par la noblesse de Vienne
- Omasis
- Ouvertura caratteristica
- Serenata in Es

### Werken voor harmonieorkest
- Lovecké pochody
- Pochody (Mars), voor blazers (2 klarinetten, contrafagot, 2 saxofoons, 2 hoorns, 2 trompetten, trombone) en slagwerk
- Šest malých pochodů
- Tři pochody na francouzský způsob

### Missen, cantates en gewijde muziek
- Mis in Es

### Kamermuziek
- 1790 Drie Strijkkwartetten (in C, F en Bes), op. 2
- 1791 Twentig variaties, voor twee violen
- XII variazioni per il violino solo supra la canzonetta "Ich bin liederlich du bist liederlich", voor viool
- Cassatio in F groot, voor vijf altviolen (of: voor vier altviolen en fagot)
- Drie duo's, voor twee violen, op. 20
- Drie Strijkkwartetten, op. 4
- Duo's, voor twee violen, op. 9
- Sextet, voor fluit, hobo, viool, twee altviolen en cello
- Sonates, voor viool met begeleiding van een bas, op. 6
- Strijkkwartetten, op. 1
- Strijkkwartetten (in G,D en F), op. 5
- Strijkkwintetten, (met twee cellos), op. 8
- Strijkkwintet, voor viool, twee altviolen, twee cellos, op. 10
- Variaties, voor twee violen, op. 7